# Teglina
Teglina o Teghina' (in croato: Tegina) è un isolotto disabitato della Croazia situato nel mare Adriatico, vicino alla costa dalmata settentrionale, a nord di Morter. Appartiene all'arcipelago di Sebenico. Amministrativamente, assieme alle isolette circostanti, fa parte del comune Morter-Incoronate, nella regione di Sebenico e Tenin.

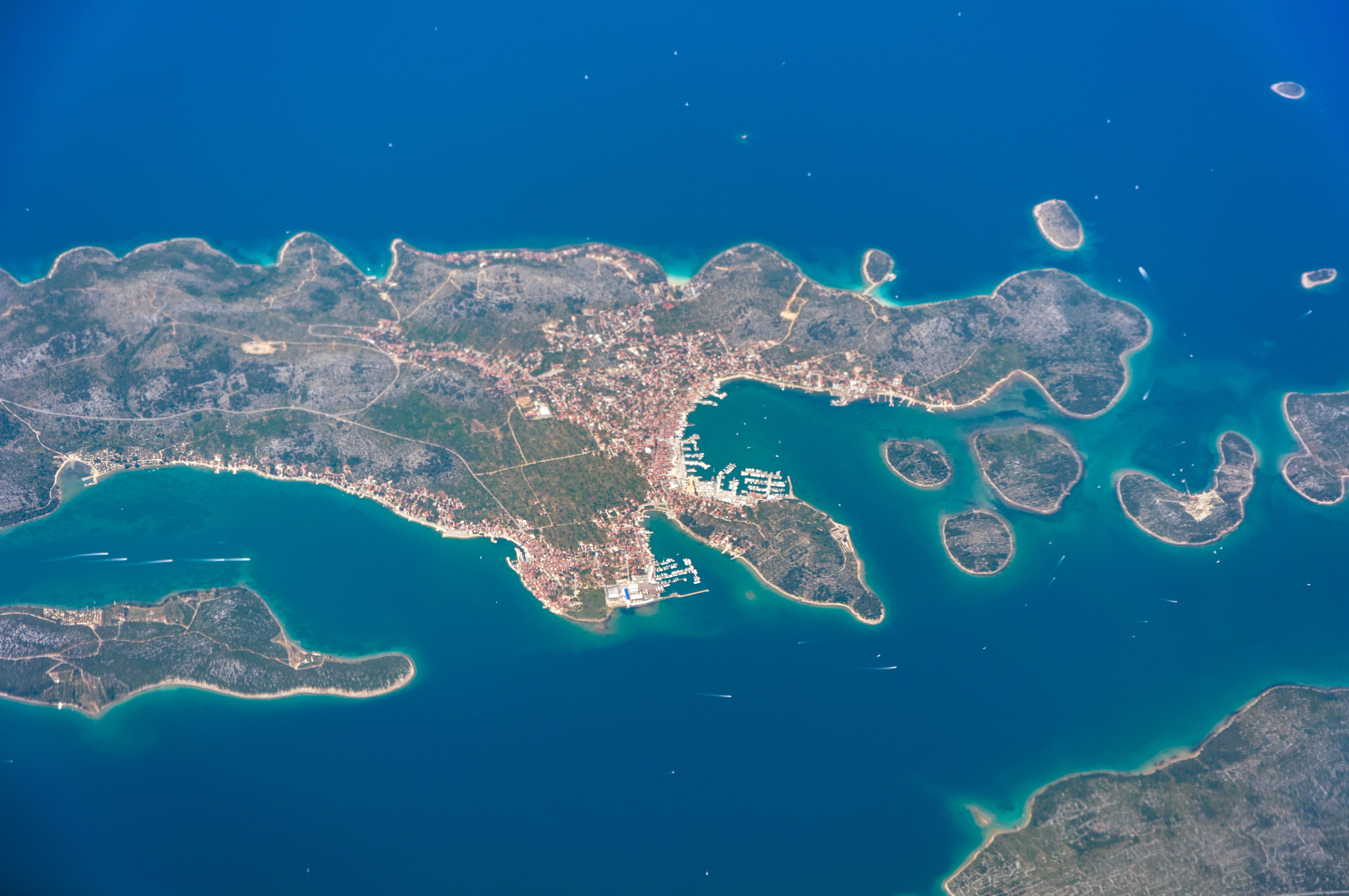
La parte settentrionale di Morter: valle Gramina con Teglina e gli scogli Vinik.

## Geografia
L'isolotto si trova a nord di Morter nella valle Gramina (uvala Hramina), circa 450 m a ovest di punta Gradina (rt Gradina) e a est di Vinico Grande da cui dista 120 m. A nord-est ha un segnale luminoso e si affaccia sulla baia di Slosella (Pirovački zaljev). L'isolotto ha una superficie di 0,095 km², uno sviluppo costiero di 1,15 km e un'altezza di 22 m.

### Isole adiacenti
- Scogli Vinik (Vinik Veliki e Vinik Mali), a ovest e sud-ovest.
- Simignago (Zminjak), 530 m[2] a nord-ovest.
- Scoglio Spliciaz, circa 1,5 km[2] a nord-est, vicino alla costa dalmata.

### Cartografia
- (HR) Mappa topografica della Croazia 1:25000, su preglednik.arkod.hr. URL consultato il 29 agosto 2017.
- G. Giani, Carta prospettiva delle Comuni censuarie della Dalmazia, foglio 6, 1839. Fondo Miscellanea cartografica catastale, Archivio di Stato di Trieste.